# Voucher
Voucher (engleză Voucher) bon, certificat, chitanță, adeverință  prin care se atestă că posesorul are la dispoziție o anumită sumă de bani. Document de călătorie eliberat unui turist de o agenție de turism, reprezentând contravaloarea serviciilor prestate. Cu acest document el poate cumpăra în anumite locuri în valoarea care este indicată pe bon. Aceste bonuri au o valabilitate limitată în timp. Asemenea documente pot fi eliberate pentru clienți și prin internet.